# Instrument płatniczy
Instrument płatniczy – zindywidualizowane urządzenie lub uzgodniony przez użytkownika i dostawcę usług płatniczych zbiór procedur, wykorzystywane przez użytkownika do złożenia zlecenia płatniczego.